# Инцидент в Дэссе
Инцидент в Дэссе — происшествие, связанное с убийством военнослужащих Вооружённых сил Эфиопии оромского происхождения боевиками амхарского ополчения «Фано». Случай произошел 26 октября 2021 года во время Тыграйского конфликта в городе Дэссе, регион Амхара, Эфиопия.

## Инцидент
В октябре 2021 года правительственные силы развернули широкое наступление против тыграйских повстанцев. В районе Дэссе действовали подразделения из региона Оромия и ополченцы «Фано». Между ними в последнее время появился ряд разногласий. Ситуацию усугубляли активизация группировки «Освободительная армия Орома» и поражения проправительственных отрядов под Дэссе. Эфиопская армия попыталась ослабить давление противника за счет авианалётов на Агбе и Мэкэле, но это не принесло каких-либо положительных результатов для сил под Дэссе.
26 октября военнослужащие федеральной армии попытались покинуть свои позиции. Подразделения из Оромии и Области Народностей Южной Эфиопии начали отступать. Ополченцы «Фано», что на данном участке фронта выполняли функции заградотрядов, попытались предотвратить побег силовиков. В ходе этого они убили до 10 военнослужащих-орома. Среди жертв были офицеры Ахмед Абрахам, Гирма Феиса, Хабтаму Мегерса и Абдиса Адугна.